# 巴哈尔·本·苏迈特
巴哈尔·本·苏迈特（阿拉伯语：‎，1985年7月23日—）是来自北苏拉威西岛万鸦老的传教士。巴哈尔被认为是一位经常以消极方式激怒群众的传教士。在他的每次演讲中，巴哈尔总是由伊斯兰捍卫者阵线陪同并严密看守。